# Hipp, hipp, hurra! Konstnärsfest på Skagen
Hipp, hipp, hurra! Konstnärsfest på Skagen (danska: Hip hip hurra! Kunstnerfest på Skagen) är en målning av den danske konstnären Peder Severin Krøyer från 1888. Målningen finns i två versioner, den ena hänger på Göteborgs konstmuseum och den andra som är en mindre skiss finns på Skagens Museum.

## Motiv
Konstnärskolonin skagenmålarna har samlats för firande i en trädgård. De avbildade är från vänster och medsols runt bordet: Martha Johansen, Viggo Johansen, Christian Krohg, P.S. Krøyer, Degn Brøndum (Anna Anchers bror), Michael Ancher, Oscar Björck, Thorvald Niss, Helene Christensen, Anna Ancher och Helga Ancher.